# マーセロ・マイヤー
- マルセロ・マイヤー

マーセロ・マイヤー（Marcelo Mayer, 2002年12月12日 - ）は、アメリカ合衆国カリフォルニア州チュラビスタ出身のプロ野球選手（遊撃手）。右投左打。MLBのボストン・レッドソックス所属。

## 経歴

### プロ入り前
イーストレイク高等学校に進学し、1年目の2018年から遊撃手のレギュラーに定着。投手としてもプレーした。この年のオフには卒業後南カリフォルニア大学へ進学することを発表した。2年目の2019年は打率.261、防御率2.00の成績を記録した。3年目の2020年は打率.294、3本塁打、6打点の成績を記録していたが、新型コロナウイルスの影響でシーズンが打ち切られた。

### プロ入りとレッドソックス時代
2021年のMLBドラフト1巡目（全体4位）でボストン・レッドソックスから指名され、予定していた南カリフォルニア大学への進学を取り止めプロ入り。契約金は666万ドル。
2023年6月26日にオールスター・フューチャーズゲームに選出された。ベースボール・アメリカが発表したプロスペクトランキングTOP100では、全体で14位にランクインした。
2025年5月24日にメジャー契約を結び、同日のボルチモア・オリオールズ戦でメジャーデビューを果たした。

## 選手としての特徴
計り知れない潜在能力を秘める大型遊撃手。打撃はコーリー・シーガー、守備はブランドン・クロフォード級とも評されている。

## 人物
幼少期はニューヨーク・ヤンキースのファンとして育ち、デレク・ジーターの勝利への貪欲さにインスピレーションを受けたと語っている。
アメリカ合衆国生まれアメリカ合衆国育ちであるが、両親はいずれもメキシコ出身である。

## 詳細情報

### 背番号
- 39（2025年 - ）

### 記録
- オールスター・フューチャーズゲーム選出：1回（2023年）